# 官塘驿站
官塘驿站是一个京广铁路上的铁路车站，位于湖北省咸宁市赤壁市官塘驿镇，作为原粤汉铁路上的增建车站建于1937年:238，目前为四等站，邮政编码为437311。车站客运已于2006年4月1日停办；货运仅办理专用线、专用铁路货运作业，设有通往赤壁武铁官塘水泥厂和湖北省物资局775处的专用线。该站中心里程位于京广铁路K1311+925处，现由武汉局集团武昌车务段管辖。:35